# Libertador (Distrito Capital)
Libertador é o único município do Distrito Capital, Venezuela. Sua capital é a cidade de Caracas.

## Divisões
- 23 de enero
- Altagracia
- Antimano
- Candelaria
- Caricuao
- Catedral
- Coche
- El Junquito
- El Paraíso
- EL Recreo
- El Valle
- La Pastora
- La Vega
- Macarao
- San Agustín
- San Bernardino
- San José
- San Juan
- San Pedro
- Santa Rosalía
- Santa Teresa
- Sucre (Catia)